# Kal as-Sikka
Kal as-Sikka (arab. قلع السقا) – wieś w Syrii, w muhafazie Hims. W 2004 roku liczyła 340 mieszkańców.